# Matsuda Kazuya
Kazuya Matsuda (sinh ngày 25 tháng 8 năm 1973) là một cầu thủ bóng đá người Nhật Bản.

## Sự nghiệp câu lạc bộ
Kazuya Matsuda đã từng chơi cho Gamba Osaka.

## Thống kê câu lạc bộ

### J.League
| Đội         | Năm       | J.League | J.League | J.League Cup | J.League Cup | Tổng cộng | Tổng cộng |
| Đội         | Năm       | Trận     | Bàn      | Trận         | Bàn          | Trận      | Bàn       |
| ----------- | --------- | -------- | -------- | ------------ | ------------ | --------- | --------- |
| Gamba Osaka | 1993      | 0        | 0        | 0            | 0            | 0         | 0         |
| Gamba Osaka | 1994      | 8        | 0        | 0            | 0            | 8         | 0         |
| Gamba Osaka | 1995      | 5        | 0        | -            | -            | 5         | 0         |
| Tổng cộng   | Tổng cộng | 13       | 0        | 0            | 0            | 13        | 0         |